# Haplopseustis erythrias
Haplopseustis erythrias là một loài bướm đêm trong họ Noctuidae.